# Acanthopholis
Acanthopholis („pichlavé destičky“) byl rod nodosauridního dinosaura, žijícího před 105 až 93 miliony let na území dnešní Anglie.

## Popis
Tento rod byl až 5,5 m dlouhý a kolem 400 kg vážící býložravý dinosaurus.
Tento obrněný dinosaurus ze skupiny Ankylosauria je známý jen z velmi nekompletních pozůstatků. Na jejich základě se zdá, že mohl patřit do čeledě Polacanthidae nebo Nodosauridae. Původně bylo rodu Acanthopholis připisováno mnoho pochybných druhů, často popsaných na základě pozůstatků, které vůbec nepatřily obrněným dinosaurům.
Zástupci rodu Acanthopholis byli pevně stavění živočichové, pohybující se po všech čtyřech končetinách. Tělo měli chráněné oválnými kostěnými destičkami, zatímco plece a krk chránily poměrně dlouhé ostny.
Vědecká studie, publikovaná v září roku 2020 definitivně stanovila, že taxony Eucercosaurus a Syngonosaurus, které byly do tohoto rodu občas řazeny, představují ve skutečnosti blíže neurčitelné zástupce kladu Iguanodontia, nejednalo se tedy o ankylosaury.